# سليم الجباري
سليم الجباري الحنوني (مواليد 5 فبراير 2004) هو لاعب كرة قدم مغربي محترف، يشغل مركز مهاجم في نادي أتلتيكو مدريد الإسباني. ولد في إسبانيا، ومثل المغرب على مستوى الشبان.

## مسيرته
ولد الجباري في مدريد لأبوين مغربيين من العرائش. بدأ مسيرته مع رايو فايكانو، قبل أن ينضم إلى أتلتيكو مدريد في عام 2018.

### مع الأندية

#### أتلتيكو مدريد
وقّع الجباري أول عقد احترافي له مع أتلتيكو مدريد بعد عامين من انضمامه، ثم وقع على التمديد لمدة ثلاث سنوات في مارس 2022. ظهر الجباري مع فريق أتلتيكو مدريد ب في يناير 2022، حيث شارك لأول ضد نادي بارلا في بطولة الدرجة الخامسة (انتهت بالفوز 2–0).
في 4 يونيو 2023، ظهر الجباري مع فريق أتلتيكو مدريد الأول كبديل في مباراة الدوري الإسباني ضد نادي فياريال، وانتهت المباراة بالتعادل 2-2.

### دوليا
الجباري مؤهل لتمثيل كل من إسبانيا والمغرب. لعب الجباري مع منتخب المغرب تحت 17 عامًا قبل أن يقضي فترة قصيرة مع منتخب إسبانيا تحت 18 عامًا في عام 2022، وسجل مرة واحدة في مرمى الدنمارك قبل أن يشارك في ثلاث مباريات أخرى.
في فبراير 2023، رفض الاستدعاء لمنتخب إسبانيا تحت 19 عامًا، وتم استبداله في الفريق بزميله أدريان نينو. وفي مايو من العام نفسه، أوضح قراره، موضحًا أنه يشعر بالانتماء للمغرب، ويحلم بتمثيله على المستوى الدولي.
تم استدعاء الجباري إلى منتخب المغرب تحت 20 سنة للمشاركة في بطولة موريس ريفيلو 2023.

## الإحصائيات

### الأندية
آخر تحديث المباريات لعبت في 1 سبتمبر 2023.
| النادي          | موسم    | الدوري          | الدوري    | الدوري  | الكأس     | الكأس   | أخرى      | أخرى    | المجموع   | المجموع |
| النادي          | موسم    | القسم           | المشاركات | الأهداف | المشاركات | الأهداف | المشاركات | الأهداف | المشاركات | الأهداف |
| --------------- | ------- | --------------- | --------- | ------- | --------- | ------- | --------- | ------- | --------- | ------- |
| أتلتيكو مدريد ب | 2021–22 | الدرجة الخامسة  | 1         | 0       | -         | -       | 0         | 0       | 1         | 0       |
| أتلتيكو مدريد   | 2022–23 | الدوري الاسباني | 0         | 0       | 0         | 0       | 0         | 0       | 0         | 0       |
| أتلتيكو مدريد ب | 2023–24 | الدرجة الخامسة  | 1         | 0       | -         | -       | 0         | 0       | 1         | 0       |
| المجموع         | المجموع | المجموع         | 2         | 0       | 0         | 0       | 0         | 0       | 2         | 0       |

ملحوظات

## روابط خارجية
- سليم الجباري على موقع قاعدة بيانات كرة القدم.إي يو (الإنجليزية)
- سليم الجباري على موقع Soccerway.com (الإنجليزية)
- سليم الجباري على موقع عالم كرة القدم.نت (الإنجليزية)
- سليم الجباري على LaPreferente باللغة الإسبانية